# Texicom Ružomberok
Texicom (dříve BZVIL - Bavlnárske závody Vladimíra Iljiče Lenina) je zkrachovalý textilní podnik v Ružomberku s dlouholetou historií. 

## Historie
Továrna byla postavena na konci 19. století v městské části města Ružomberok na pravém břehu řeky Váh. Výroba byla spuštěna v roce 1898.
Podnik se původně jmenoval Jolesch Gyula Magyar Textilipar a později byl přejmenován na Mautnerovy textilní závody, po podnikateli Isaacu Mautnerovi, který provozoval textilní podniky po celém Rakousko-Uhersku. Během hospodářské krize v 30. letech 20. století, se podnik dostal do insolvence, obrat nastal až s válečnou konjunkturou. 
Na konci 2. světové války podnik dočasně zastavil výrobu. Během svého nejúspěšnějšího období v 60. letech 20. století a 70. letech 20. století bylo zde zaměstnáno až 5 000 lidí z Ružomberku a okolí, ale i ze zemí socialistického tábora. Po roce 1989 byla ružomberská textilka zprivatizovaná společností Technoconsulting, spol. s r. o., Bratislava, která však neplnila svoje závazky a v roce 1997 na čas  přerušila výrobu.
Privatizační smluva byla zrušena, jednatelem a posledním majitelem továrny sa stal Vlastimil Koiš. Spoločnost hledala potenciální investory, ale ani to nezabránilo jejímu pádu do konkurzu.  Dnes jsou v areálu továrny sklady rúznych firem a opuštěné - chátrající budovy. Společnost patří mezi největší dlužníky města Ružomberok a dluží i Sociální pojišťovně a slovenské Všeobecné zdravotní pojišťovně. 

## Předchozí názvy podniku
- Jolesch Gyula Magyar Textilipar (od 1898)
- Mautnerovy textilní závody
- Bavlnárske závody V. I. Lenina
- BAVLNÁRSKE ZÁVODY - TEXICOM, s.r.o
- TEXICOM - RTZ, s r.o
- TEXICOM s.r.o